# Národní park Jima Corbetta
Národní park Jima Corbetta je nejstarší národní park v Indii. Byl pojmenován po známém lovci a ochránci přírody Jimu Corbettovi, který se významnou měrou podílel na jeho vzniku. Park byl založen v roce 1936 pod názvem Haileyho národní park (Sir Malcolm Hailey byl britský guvernér v Indii v letech 1928–1934). Nachází se v okrese Nainital v indickém státě Uttarákhand, asi 300 km severovýchodně od Dillí. Park slouží především k ochraně ohroženého tygra indického. Je jednou z chráněných oblastí spolupracujících v rámci "Projektu Tygr", což je dlouhodobý společný plán indické vlády a dalších organizací na ochranu této šelmy. Park byl vůbec první chráněnou oblastí zařazenou do projektu.
Park leží v subhimálajském pásu a má příslušné geologické, klimatické a biologické charakteristiky. Je významnou ekoturistickou destinací. Nachází se zde nejméně 488 různých druhů rostlin a široká škála živočichů. Stálý nárůst turistických aktivit představuje vážnou výzvu pro ekologickou rovnováhu parku.
Pro turisty jsou otevřeny pouze vybrané části parku, kde mohou obdivovat zdejší nádhernou krajinu a rozmanitost přírody. V posledních letech počet zájemců o návštěvu parku rychle roste. V současnosti park navštíví každý rok více než 70 000 návštěvníků z Indie a dalších zemí.
Národní park Jima Corbetta je rájem pro milovníky dobrodružství a divoké přírody. Park se rozkládá na ploše 520,8 km². Nachází se zde kopce, říční údolí, močály, travnaté oblasti a velké jezero. Nadmořská výška se pohybuje od 360 m n. m. do 1040 m n. m. Zimní noci jsou zde chladné, ale dny světlé a slunečné. Monzunové deště trvají od července do září.
Husté vlhké listnaté lesy tvoří 73% plochy parku. Roste v nich především sal (Shorea robusta), fíkovník (Ficus religiosa), Haldina cordifolia a mangovníky (Mangifera sp.). 10% rozlohy zabírají travnaté plochy. Bylo zde zjištěno nejméně 110 druhů dřevin, 50 druhů savců, 580 druhů ptáků a 25 druhů plazů.

## Historie
Některé oblasti parku byly dříve součástí knížecího státu Tehri Garhwal. Lesy byly vykáceny, aby byla oblast méně zranitelná vůči nájezdům paštúnských kmenů. Rádža z Tehri formálně postoupil část svého území Východoindické společnosti na oplátku za její pomoc při vypuzení Gurkhů z jimi ovládaných území. Na území se usadili členové kmene Boksa a začali zde s pěstováním plodin, ale kolem roku 1860 byli s příchodem britské správy vystěhováni. Území přešlo pod kontrolu britské lesní správy, která zde zakázala zemědělství i chov skotu. Britská správa zvažovala možnost vytvoření "lovecké obory" již v roce 1907. V roce 1936 byla vytvořena rezervace Haileyho národní park o rozloze 323,75 km². V letech 1954-55 byla oblast přejmenována na Národní park Ramganga a od let 1955-56 nese dnešní název Corbettův národní park na počest známého lovce, spisovatele a ochránce zvířat Jima Corbetta, který sehrál klíčovou při jednáních s provinční vládou o založení rezervace.

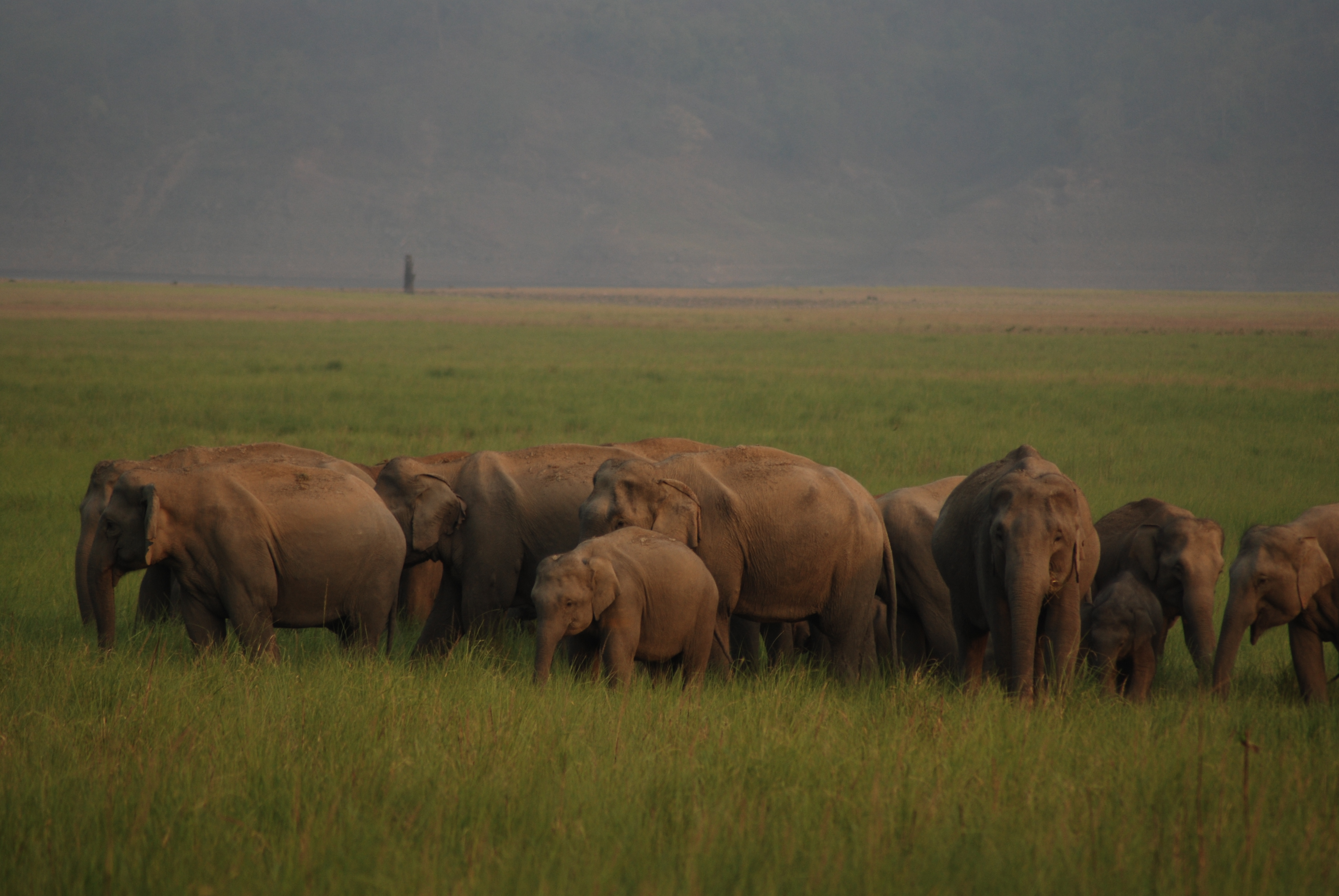
Stádo slonů v NP Jima Corbetta

Park zakazuje lov, ale je povolena těžba dřeva pro domácí účely. Krátce po založení byla přijata pravidla zakazující zabíjení a chytání savců, ptáků a plazů uvnitř parku. V prvních letech po založení si park vedl dobře, ale během druhé světové války velmi trpěl nadměrným pytláctvím a těžbou dřeva. Roku 1991 bylo k parku přičleněno nárazníkové pásmo o rozloze 797,7 km². Zahrnuta byla celá lesní oblast Kalagarh včetně rezervace Sonanadi Wildlife Sanctuary o rozloze 301,2 km². V roce 1974 byl park vybrán jako místo pro zahájení "Projektu Tygr", ambiciózního plánu na záchranu tygra indického. Ředitelství parku sídlí v okrese Nainital.
Park je jedním ze třinácti chráněných území z oblasti subhimálajských terai, které Světový fond na ochranu přírody (WWF) zahrnul do svého programu Terai Arc Landscape Programme. Program se zaměřuje na ochranu třech z pěti největších indických suchozemských savců, tygra indického (Panthera tigris tigris), slona indického (Elephas maximus) a nosorožce indického (Rhinoceros unicornis). Cílem je obnovení přirozených migračních koridorů mezi zmíněnými 13 chráněnými územími Nepálu a Indie a umožnění migrace divokých zvířat skrz tyto koridory.

## Poloha

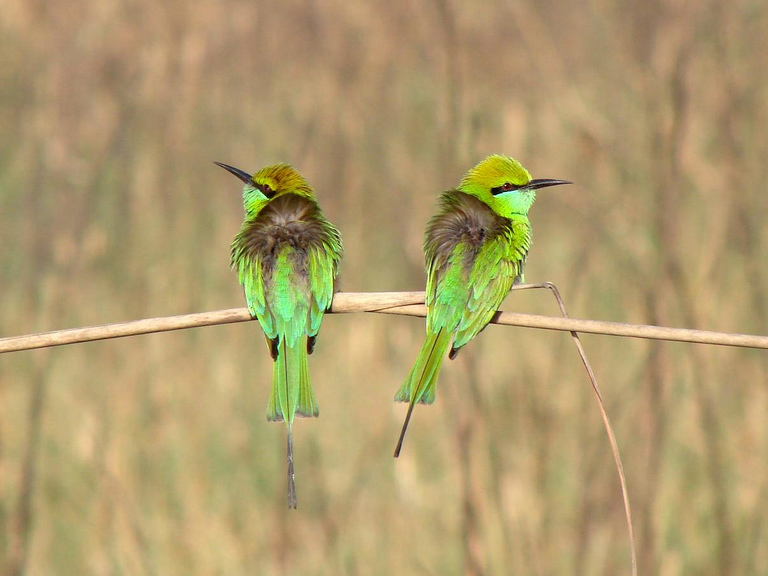
Vlha proměnlivá (Merops orientalis) v NP Jima Corbetta

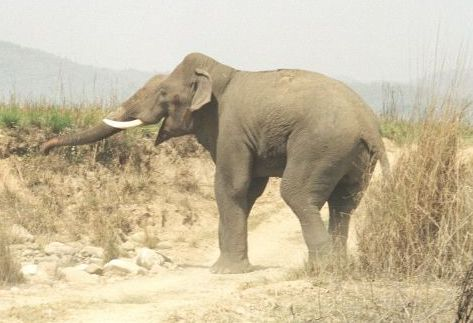
Slon indický (Elephas maximus) v NP Jima Corbetta

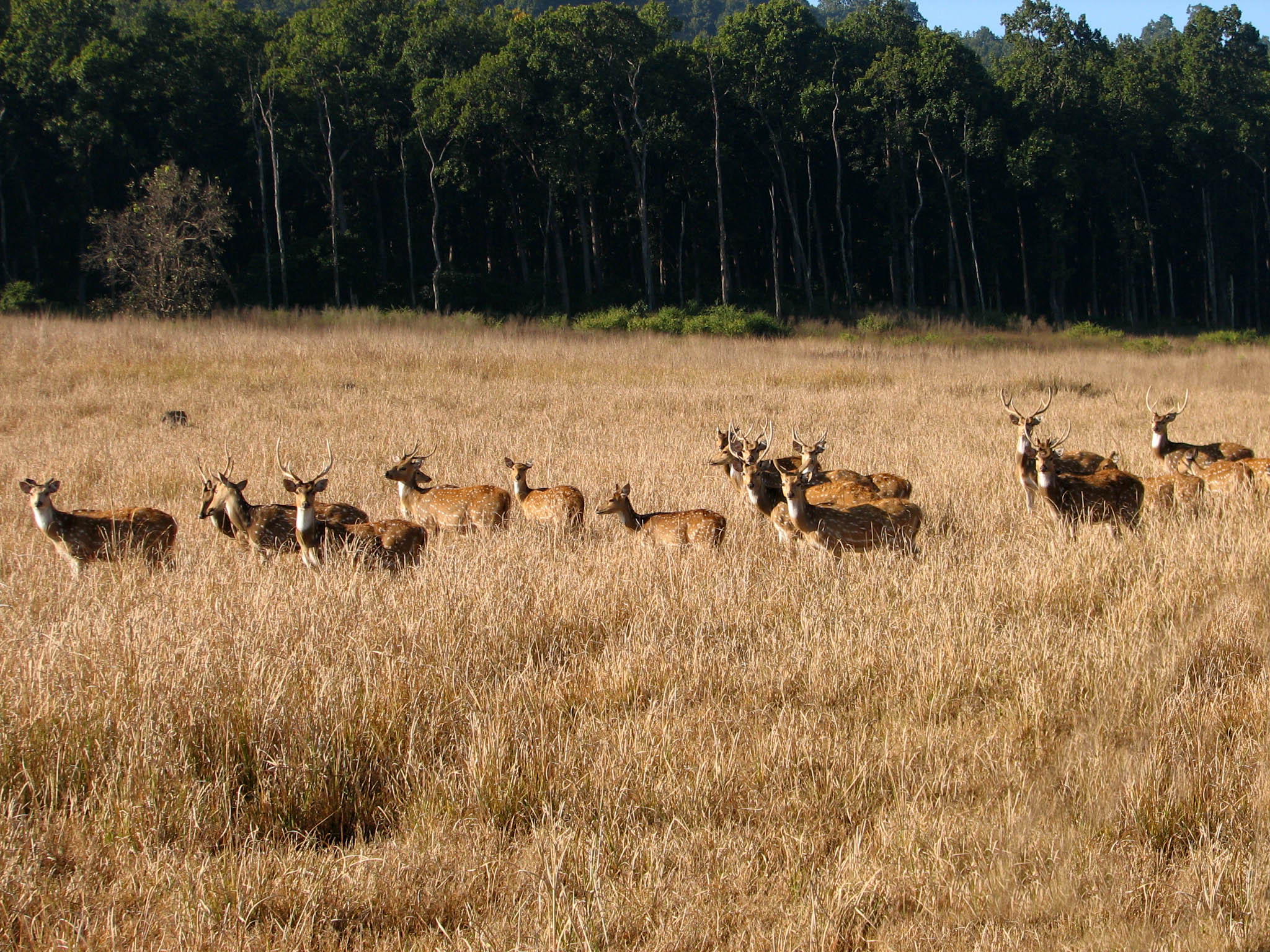
Axis indický (Axis axis) v NP Jima Corbetta

Park se nachází mezi 29°25' až 29°39' severní šířky a 78°44' až 79°07' východní délky. Průměrná nadmořská výška se pohybuje mezi 360 m n. m. a 1040 m n. m. Jsou zde četné rokle, hřebeny, říčky i malé plošiny s různým sklonem terénu. Park též zahrnuje údolí Patli Dun, kterým protéká řeka Ramganga. Park chrání část oblastí vlhkých opadavých lesů hornoganžských plání a himálajských subtropických borových lesů. Střídá se zde vlhké subtropické a podhorské klima.
Současná rozloha chráněné oblasti je 1318,54 km², z toho 520 km² tvoří jádrový park a 797,72 km² je nárazníkové pásmo. Jádrem je Národní park Jima Corbetta, do nárazníkového pásma patří rezervní lesy, stejně jako Sonanadi Wildlife Sanctuary o rozloze 301,18 km².

## Klimatické podmínky
Počasí v parku je mírné v porovnání s většinou jiných chráněných oblastí Indie. Teplota v zimě se pohybuje od 5 °C do 30 °C a některá rána jsou mlhavá. Letní teploty obvykle nevystoupají nad 40 °C. Množství srážek je nízké během období sucha a vysoké během monzunového období.

## Flóra
V parku bylo nalezeno 488 různých druhů rostlin. Lesy v parku jsou husté v oblastech, kde roste sal (Shorea robusta), a řidší tam, kde roste Anogeissus sp. a kapinice katechová (Acacia catechu). Celkové stromové pokrytí je také větší v oblastech, kde dominuje sal. K rychlé obnově dochází v porostech rottlery barvířské (Mallotus philippensis, pimentovníku Syzygium cumini a tomelu Diospyros tomentosa, zatímco salové lesy se obnovují jen pomalu.

## Fauna
Bylo zde popsáno více než 585 druhů sídlících a stěhovavých ptáků, včetně orlíka chocholatého (Spilornis cheela), alexandra duhového (Psittacula roseata) či kura bankivského (Gallus gallus), divokého předka všech domácích kurů. Bylo zde rovněž nalezeno 33 druhů plazů včetně kriticky ohroženého gaviála indického.
Tygři jsou v rezervaci poměrně hojní, ale díky bujné vegetaci, která je maskuje, je není snadné spatřit. Hustá džungle, řeka Ramganga a dostatek kořisti činí z parku ideální místo pro život tygrů i dalších predátorů. Tygři se nebojí zaútočit ani na velká zvířata, jako je například arni (Bubalus arnee). Ve vzácných případech hladoví tygři zaútočí i na slona. V době nedostatku potravy se vyskytují i případy, kdy tygr napadne domácí zvířata.
Levharti se vyskytují spíše v kopcích, ale mohou zabloudit i do údolních džunglí. Mezi malé kočky žijící v parku patří kočka bažinná (Felis chaus), kočka rybářská (Prionailurus viverrinus) či kočka bengálská (Prionailurus bengalensis). Z dalších savců se zde například vyskytují čtyři různé druhy jelenovité zvěře – sambar (Rusa unicolor), axis indický (Axis axis), axis vepří (Axis porcinus) a muntžak (Muntiacus sp.), dále dva druhy medvědů – medvěd pyskatý (Melursus ursinus) a medvěd ušatý (Ursus thibetanus), promyka mungo (Herpestes edwardsii), vydry, charza žlutohrdlá (Martes flavigula), luskoun tlustoocasý (Manis crassicaudata), koze příbuzný goral východní (Naemorhedus caudatus), z opic pak languři a makakové. V noci je slyšet houkání sov a lkaní lelků.
V létě lze pozorovat sloní stáda o stovkách jedinců. Krajta tygrovitá (Python molurus) dorůstá v parku značné velikosti, větší exempláře jsou schopny ulovit a spořádat například i muntžaka. Místní krokodýli a gaviálové jsou chráněni před vyhynutím odchovem v záchranných centrech, kde se líhnou z posbíraných vajec a až povyrostou, jsou vypuštěni zpět do řeky Ramgangy.

## Turistika
Vhodná doba k návštěvě je od poloviny listopadu do poloviny června. Východiskem k návštěvě parku je město Ramnagar, kde sídlí i ředitelství parku. Do Ramnagaru jezdí vlaky jak z Dillí, tak z Váránasí (přes Lucknow). Dobré spojení je i po silnici.